# 村松孝一
村松 孝一（むらまつ こういち、1898年 - 1960年6月6日）は日本のフルート製作者。ムラマツフルートの創始者で、日本のフルート製作の歴史に多大な貢献をし、世界に通用する日本のフルート製作技術の礎を築いた。

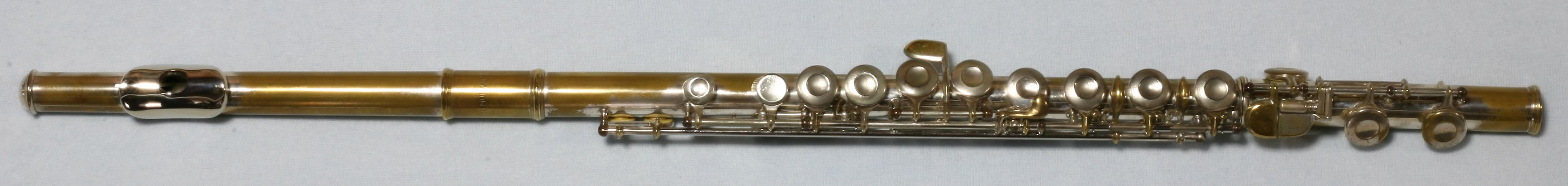
「K.MURAMATSU」刻印のフルート （真鍮巻管、Gisオープン式、ベーム式B♭キー）

## 生涯
東京に生まれ、幼少より画家を志していたが、軍隊に入らなければならなくなったとき「少しは絵も描けるだろうし、音楽が絵の上にプラスになる」と考えて軍楽隊を志望。1917年、陸軍戸山学校に入隊しコルネットを吹きはじめた。ここで演奏者としては満足できずに楽器製作の道を考え始め、軍楽隊のすべての楽器の修理を手がけた。
1923年に除隊し、フルート製作を始める。この頃、日本のフルート人口はプロ・アマあわせて20名ほどであり、楽器販売で生計を立てることは不可能だったため、映画館でサイレント映画の伴奏楽師として働いたりペンキ看板を描いたりして報酬を得ながら楽器を作るための機械を購入し、フルート製作を行った。修理の経験があるとはいえ製造方法など知らなかったため、翌年最初の楽器が完成するまでに1000時間を費やしたという。これが日本製フルートの第1号である。 
1927年頃には日本にトーキーが入ってきて楽師の仕事はなくなり、副業として楽器修理を始めた。1931年頃、日本交響楽協会などで演奏していたサックス奏者の津田功が村松に製作を依頼して購入したのが2本目のベーム式フルートであった。初期の材質は真鍮または洋白を用いていたが、1932年頃吉田雅夫の依頼により初めて銀製で頭部管を作製。これはフォークやスプーンなどの銀食器を集めて溶かし作製したものであった。
戦争の影響により楽器の需要は増大し、1937年にニッカン（日本管楽器製造株式会社）が設立されて軍隊向けの楽器を製作し始めたが、フルートは作れなかったため村松に協力を依頼した。村松はニッカンで技術協力をしながら，自身が製作した楽器は一般向けとして販売した（1945年3月の東京大空襲まで）。1940年頃には工場全体で10名ほどが1ヶ月に70～80本のフルートを作っていたという。1943年以降の金属統制令の下でも、手持ちの材料で細々と製作を続けた。
1951年、代理店として大橋次郎商店を通した「プリマ・ムラマツ」ブランドの販売が軌道に乗り工場の規模を拡大。一方で直接楽器店に卸す「ムラマツ」ブランドも平行して製作していた。これらは刻印だけの違いで楽器自体は同じものであった。1956年にはフルート製作が1万本に達し、マスコミでも大きく取り上げられた。
1960年、工場でピッコロ製作の作業中、クモ膜下出血により死去した。